# 木枯しの精
「木枯しの精」（こがらしのせい）は、南沙織通算24枚目のシングル。1977年11月21日発売。発売元はCBS・ソニー。

## 解説
「どうぞこのまま」（1976.7.5）がヒットした丸山圭子が作詞・作曲を担当。日本人の女性が作曲したシングル曲はこの作品が初めて。

## 収録曲
- 両楽曲とも、作詞・作曲: 丸山圭子、編曲: 萩田光雄

1. 木枯しの精（3:09）
2. つぶやき（3:14）

## 収録作品（LP・CD）
- 木枯しの精

THE BEST / 南沙織 -1978年6月版-
THE BEST / 南沙織 -1978年11月版-
THE BEST / 南沙織 -1979年11月版-
南沙織ベスト Recall 〜28 SINGLES SAORI + 1〜
Cynthia Memories
GOLDEN J-POP/THE BEST 南沙織
CYNTHIA ANTHOLOGY
南沙織 THE BEST 〜 Cynthia-ly
ドーナツ盤型12cmCDコレクション
Cynthia Premium
GOLDEN☆BEST 南沙織 コンプリート・シングルコレクション
ゴールデン☆アイドル 南沙織
CYNTHIA ALIVE
- つぶやき

Cynthia Memories
GOLDEN J-POP/THE BEST 南沙織
CYNTHIA ANTHOLOGY
ドーナツ盤型12cmCDコレクション
Cynthia Premium
ゴールデン☆アイドル 南沙織
CYNTHIA ALIVE